# Brasil Mestiço
Brasil Mestiço é o décimo quarto álbum de estúdio da cantora brasileira Clara Nunes, lançado em 18 de agosto de 1980 pela EMI-Odeon.

## Informação
A partir de maio de 1980 – quando participou do show em homenagem ao Dia do Trabalhador no Riocentro, a pedido de Chico Buarque e do produtor musical Fernando Faro –, Clara Nunes já havia adotado um novo visual, que serviria de conceito para seu próximo álbum. Seguindo a sugestão de seu maquiador, Guilherme Pereira, a cantora fez um permanente no cabelo, com a finalidade de adquirir um viual mais afro-brasileiro. Àquela altura, o novo disco, que seria gravado em junho, já estava com o repertório praticamente fechado. O conceito do álbum, no entanto, seria explorado ainda mais pela cantora a partir de uma viagem que fez a Angola, ainda na primeira semana de maio. Clara foi convidada por Chico Buarque para participar de uma série de apresentações com outros 64 artistas brasileiros no Projecto Kalunga, cuja renda seria destinada à construção de um hospital no país africano. A amizade entre os artistas iniciou-se devido ao fato de que o marido de Clara, o compositor Paulo César Pinheiro, conhecia Chico desde os bastidores dos festivais da TV Record. A viagem a Angola, no entanto, estreitaria os laços entre eles.
Em julho de 1980, já de volta ao Brasil, Clara começou a gravar Brasil Mestiço. Apesar do repertório estar fechado, ela ligou para Chico pedindo que ele compusesse uma música para ela, assim como havia lhe prometido durante a viagem. A música em questão era "Morena de Angola", faixa de abertura do disco e um dos maiores sucessos da cantora. Em consonância com a concepção do álbum, a capa do mesmo foi fotografada por Wilton Montenegro no morro da Serrinha, enquanto Clara dançava jongo com a ialorixá Vovó Maria Joana e com o Mestre Darcy do Jongo. Além de "Morena de Angola", Clara também emplacaria nas rádios a faixa "Sem Companhia", escolhida para a trilha sonora da novela Coração Alado, da Rede Globo. "Morena de Angola" e "Viola de Penedo" foram convertidas em videoclipes pelos produtores do Fantástico. Quase todas as canções do álbum ganhariam espaço nas rádios. No repertório, dois sambas de Candeia, três de Mauro Duarte (dois com Paulo César Pinheiro e um com Elton Medeiros) e um de Nelson Cavaquinho e Wilson Canegal, além de um partido-alto de Alberto Lonato, Josias e Maceió do Cavaco e um samba de quadra da Paraíso do Tuiuti, parceira entre Noca e Natal da Portela. Apoiado por um elaborado aparato midiático, Brasil Mestiço venderia mais de 500 mil cópias, dando à cantora o sétimo disco de ouro de sua carreira. Com este álbum, Clara Nunes recebeu o Troféu Roquette Pinto de personalidade do ano na música.
O álbum deu origem ao segundo espetáculo solo da carreira da cantora, intitulado Clara Mestiça. O show, com direção de Bibi Ferreira, roteiro de Paulo César Pinheiro e Maurício Tapajós, cenário de Elifas Andreato e coreografia de Reinaldo Cabral, estreou no dia 9 de janeiro de 1981. O espetáculo, ambientado num cenário concebido com base no primitivo, tinha início com o canto dos índios Craós e, em seguida, a cantora percorria vários gêneros da música popular brasileira, tais como partido-alto, baião, coco-de-roda, samba-canção, samba-enredo e marcha. Ao contrário do que havia feito no espetáculo Canto das Três Raças, a cantora decidiu não repetir a mal-sucedida experiência de recitar poesias. Um grande sucesso de público e de crítica, Clara Mestiça ficou em cartaz no Teatro Clara Nunes, no Rio de Janeiro, por sete meses e no Canecão-Anhembi, em São Paulo, por dois.

## Músicas e faixas de áudio
Incluídas nos Lançamentos em Long-Plays e fitas.
| N.º | Título                            | Compositor(es)                           | Duração |  |
| 1.  | "Morena de Angola"                | Chico Buarque                            | 3:27    |  |
| 2.  | "Sem Companhia"                   | Ivor Lancellotti, Paulo César Pinheiro   | 3:16    |  |
| 3.  | "Viola de Penedo"                 | Luís Bandeira                            | 3:42    |  |
| 4.  | "Ninho Desfeito"                  | Nelson Cavaquinho, Wilson Canegal        | 2:35    |  |
| 5.  | "Coração em Chama"                | Elton Medeiros, Mauro Duarte             | 2:50    |  |
| 6.  | "Peixe com Coco"                  | Alberto Lonato, Josias, Maceió do Cavaco | 2:46    |  |
| 7.  | "Brasil Mestiço, Santuário da Fé" | Mauro Duarte, Paulo César Pinheiro       | 3:31    |  |
| 8.  | "Dia a Dia"                       | Candeia, Jaime                           | 3:05    |  |
| 9.  | "Estrela Guia"                    | Sivuca, Paulo César Pinheiro             | 3:17    |  |
| 10. | "Regresso"                        | Candeia                                  | 2:52    |  |
| 11. | "Meu Castigo"                     | Paulo César Pinheiro                     | 3:25    |  |
| 12. | "Última Morada"                   | Noca da Portela, Natal                   | 2:57    |  |

Somente no Relançamento em Compact Disc a Laser.
| N.º | Título                                             | Compositor(es)                     | Duração |  |
| 13. | "Artifício [Bônus] (participação Roberto Ribeiro)" | Paulo César Pinheiro, Mauro Duarte | 2:59    |  |